# Swietłana Kapanina
Swietłana Władimirowna Kapanina (ros. Светлана Владимировна Капанина, ur. 28 grudnia 1968 w Szczuczyńsku) – rosyjska pilotka akrobatyczna.

## Biografia
Kapanina urodziła się 28 grudnia 1968 w Szczuczyńsku, w kazachskim obwodzie akmolskim, wówczas należącym do ZSRR. W szkole uprawiała szereg sportów, od zawsze wykazując zainteresowanie motocyklami i innymi pojazdami mechanicznymi. Podjęła naukę w szkole medycznej w Celinogradzie (obecnie Astana), którą ukończyła z dyplomem farmaceuty. Zaczęła latać w wieku 19 lat, w roku 1988, ma samolocie Su-26 M3, jednocześnie pracując jako technik w należącym do DOSAAF aeroklubie w Kurganie. W roku 1991 była już pilotem-instruktorem w klubie DOSAAFu w Irkucku, potem wróciła do Kurgana. Również w 1991 włączono ją do narodowej drużyny akrobatycznej Rosji. W roku 1995 ukończyła szkołę lotniczą w Kałudze.
Mieszka w Moskwie z mężem i dwójką dzieci.

## Osiągnięcia akrobatyczne
Jest pilotką akrobatyczną. Została Mistrzynią Świata w akrobatyce samolotowej w kategorii kobiet w latach 1996, 1998, 2001, 2003, 2005, 2007 i 2011, zdobywając trofeum więcej razy niż dowolny pilot tej kategorii. Była też czempionką ogólną Światowych Igrzysk Lotniczych w latach 1997 i 2001.
Wraz z Michaiłem Mamistowem i Olegiem Spolianskim zdobyła złoty medal drużynowy w 16. edycji FAI European Aerobatic Championships w czeskim mieście Hradec Králové w roku 2008. Zajęła czwarte miejsce w klasyfikacji ogólnej, jednocześnie będąc najlepszą kobietą w zestawieniu uczestników.

## Wyróżnienia i nagrody

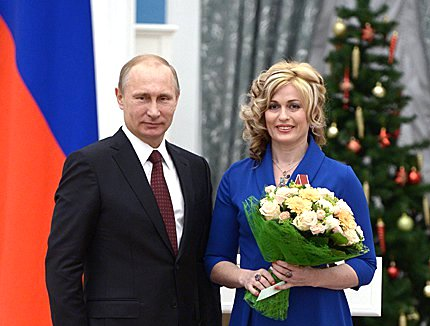
Władimir Putin przyznający Kapaninie Order Męstwa

- Order Męstwa (14 sierpnia 2014). Prezydent Rosji Władimir Putin przekazał order osobiście 22 grudnia tego samego roku[5].
- Order Honoru (2002)
- Medal Orderu „Za zasługi dla Ojczyzny” 2. klasy (1995)
- Honorowa obywatelka obwodu kurgańskiego (2 lutego 2015)

W roku 1997 otrzymała od Międzynarodowej Agencji lotniczej Dyplom Paula Tissandiera. W roku 2005 otrzymała medal Sabihy Gökçen, jak też medal stulecia FAI.